# 49-я стрелковая дивизия (1-го формирования)
49-я стрелковая Краснознамённая дивизия — воинское соединение Вооружённых сил СССР, принимавшее участие в польском походе 1939 года, и в Великой Отечественной войне.

## История дивизии
Дивизия была сформирована в сентябре 1931 года, как территориальная в Костроме. По состоянию на 1-е июля 1935 года в Костроме дислоцировались управление дивизии, 145-й стрелковый и 49-й артиллерийский полки, в Кинешме 146-й стрелковый полк и в Буе 147-й стрелковый полк. В апреле 1938 года была переведена в Ленинградский военный округ на кадровое положение, дислоцировалась в Старой Руссе, Вышнем Волочке и Малой Вишере. В сентябре 1939 года дивизия была развёрнута в три дивизии, собственно 49-ю, 123-ю, 142-ю
Принимала участие в Зимней войне, где отличилась и была награждена орденом Красного Знамени (7 апреля 1940 года), затем приняла участие в присоединении Прибалтики.
С началом войны дивизия должна была вместе с 113-й стрелковой дивизией войти в состав 2-го стрелкового корпуса. Однако на начало войны корпусное управление было в Минске, дивизия продолжала входить в состав войск 4-й армии. К 22 июня 1941 года дивизия дислоцировалась в районе, ограниченном с запада Семятыче, с севера железнодорожной станцией Черемха, с востока восточной окраиной Высоко-Литовска и селом Малые Зводы, с юга приграничными укреплениями вдоль Буга. Штаб дивизии был в Высоко-Литовске. Фактическая численность дивизии составляла 11690 человек (при штате военного времени 14483 человек). Из них 1562 человека прибыли на службу лишь за три недели до начала войны. Вооружением, боеприпасами, танками и бронеавтомобилями дивизия была в основном укомплектована; также в наличии был штатный гужевой транспорт, а автотранспорта недоставало приблизительно четверти.
С началом войны дивизия была обязана занять рубеж обороны по границе от Нура до Дрохичина. К началу боевых действий на строительстве укреплений непосредственно по границе находились два батальона 212-го и 222-го стрелковых полков. 15-й стрелковый полк дислоцировался в основном в Высоко-Литовске, 212-й стрелковый полк на станции Нурец, 222-й стрелковый полк в Черемхе
В составе действующей армии с 22 июня 1941 по 19 сентября 1941 года.
22 июня 1941 года подразделения дивизии, поднятые по тревоге, выступили в южном направлении в назначенные районы на границе. На её участке, форсировав Буг, наступали части 43-го армейского корпуса. 15-й стрелковый полк вместе со 121-м истребительно-противотанковым дивизионом и бойцами 85-го автотранспортного батальона вёл бои почти в месте дислокации; несколько левее его, близ Волчина, в обороне находился 31-й лёгкий артиллерийский полк, попавший под сильный авиаудар. 212-й стрелковый полк со 166-м гаубичным артполком двинулся из Нуреца через Семятыче в Дрохичин и в 25 километрах западнее Нуреца также принял бой. 222-й стрелковый полк также выдвинулся в направлении Семятыче.
В первый же день левофланговый 15-й стрелковый полк был отброшен, и 134-я пехотная дивизия вошла в Высоко-Литовск. На правом фланге 212-й стрелковый полк был атакован не с юга, а с запада, 292-я пехотной дивизией 9-го армейского корпуса. К середине дня 22 июня 1941 года левый фланг дивизии войска противника уже обошли и начали беспрепятственно продвигаться на север и северо-восток. Дивизия начала отход на север. К тому времени, она была уже переподчинена 10-й армии, но связи как со штабом 10-й армии, так и 4-й армии, которой она подчинялась прежде, не было и дивизия действовала в одиночку, не получая приказов ни от кого и не зная положения дел на фронте. 23 июня 1941 года северо-восточнее Семятыче к дивизии присоединились остатки полка 113-й стрелковой дивизии, разбитой между Семятыче и Цехановецом. 23 июня 1941 года дивизия отошла к Клещеле. К тому времени с левого восточного фланга дивизии продвинулись войска 43-го армейского корпуса, а с запада наступала 292-я пехотная дивизия, взявшая в этот день Клещеле. 24 июня 1941 года дивизия пытается противостоять наступлению 292-й пехотной дивизии в направлении Хайнувки, и в течение дня удерживает противника приблизительно на полпути от Клещеле до Хайнувки, в районе Дубиче-Церкевне. В течение ночи на 25 июня 1941 года и дня дивизия отходит в направлении Беловежской пущи и к концу дня части дивизии были в Беловеже. По-видимому уже 26 июня 1941 года дивизия углубилась в лес, но к тому времени она была уже окружена. 27 июня 1941 года 49-я стрелковая дивизия и части 13-го механизированного корпуса пройдя на восток, попытались прорваться из окружения через позиции 134-й пехотной дивизии в районе деревни Новы Двор и части личного состава советских войск в ожесточённом бою это удалось. Та часть, которая не смогла прорваться, вернулась обратно в Беловежскую пущу и впоследствии, до 3 июля 1941 года была уничтожена, после прочёсывания леса.
Прорвавшаяся часть дивизии обнаружила перед собой новый заслон: 131-й пехотной дивизии. Остатки дивизии попытались 28 июня 1941 года прорваться в направлении Пружан, но это им не удалось. Направление выхода было заблокировано на шоссе двигающимися войсками противника (так, 28 июня 1941 года по нему двигались части дивизии «Великая Германия»), сзади дивизию преследовали 131-я и 135-я пехотные дивизии, которые и довершили разгром дивизии.
Дивизия была официально расформирована 19 сентября 1941 года.

## Подчинение
| Дата              | Фронт (округ)  | Армия     | Корпус (группа)        | Примечания |
| ----------------- | -------------- | --------- | ---------------------- | ---------- |
| 22 июня 1941 года | Западный фронт | 4-я армия | 28-й стрелковый корпус |            |
| 01 июля 1941 года | Западный фронт | -         | 5-й стрелковый корпус  | -          |

## Состав
- 15-й стрелковый полк
- 212-й стрелковый полк
- 222-й стрелковый полк
- 31-й лёгкий артиллерийский полк
- 166-й гаубичный артиллерийский полк (командир полка с 20.07.1940 по август 1941 года майор Поляков Григорий Иванович)
- 121-й отдельный истребительно-противотанковый дивизион
- 291-й отдельный зенитный дивизион
- 91-й разведывательный батальон
- 1-й отдельный сапёрный батальон
- 79-й отдельный батальон связи
- 85-й медико-санитарный батальон
- 132-я отдельная рота химзащиты
- 85-й автотранспортный батальон
- 97-я полевая хлебопекарня
- 65-я дивизионная ремонтная мастерская
- 469-я полевая почтовая станция
- 140-я полевая касса Госбанка

## Командиры дивизии
- Воробьёв, Павел Ионович (00.06.1937—00.06.1940), комбриг, с 11.04.1940 комдив.
- Васильев, Константин Фёдорович (11.07.1940 — 26.07.1941), полковник (попал в плен 30 июня в Минске или в начале июля 1941 года у Барановичей. Из плена бежал на следующий день после пленения, 11 июля 1941 года вышел к своим в районе Полоцка. 11 ноября 1942 года «за антисоветскую агитацию и преступную нераспорядительность по руководству воинской частью в боевой обстановке» приговорён к 10 годам заключения в ИТЛ. 11 октября 1944 года умер, отбывая наказание).

## Награды
- Орден Красного Знамени — награждена указом Президиума Верховного Совета СССР от 7 апреля 1940 года за образцовое выполнение боевых заданий командования на фронте борьбы с финской белогвардейщиной и проявленные при этом доблесть и мужество.[4]

## Отличившиеся воины дивизии
Звания Героя Советского Союза присвоены Указом Президиума Верховного Совета СССР от 7 апреля 1940 года за образцовое выполнение боевых заданий командования на фронте борьбы с финской белогвардейщиной и проявленные при этом доблесть и мужество.
- Бубер, Леонид Ильич, лейтенант, командир роты 212 стрелкового полка.
- Греков, Николай Семёнович, красноармеец, пулемётчик 212 стрелкового полка.
- Дударенко, Михаил Тарасович, старший лейтенант, командир батальона 222 стрелкового полка. Звание присвоено посмертно.
- Иванов, Фёдор Иванович, красноармеец, стрелок 15 стрелкового полка. Звание присвоено посмертно.
- Игошев, Александр Александрович, младший лейтенант, командир отделения разведки 1 отдельной миномётной батареи.
- Ильиных, Иван Михайлович — шофёр-санитар 85-го медико-санитарного батальона.
- Кораблёв, Константин Иванович, лейтенант, командир взвода противотанковых орудий 222 стрелкового полка.
- Кузнецов, Константин Григорьевич, младший комвзвод, командир пулемётного взвода 15 стрелкового полка.
- Матузов, Клим Григорьевич, красноармеец, политический руководитель роты 15 стрелкового полка.
- Нетреба, Василий Гаврилович, капитан, командир батальона 222 стрелкового полка.
- Харитонов, Фёдор Алексеевич, красноармеец, наводчик орудия 121 отдельного противотанкового артиллерийского дивизиона.
- Щемелёв, Николай Фёдорович, лейтенант, командир роты 212-го стрелкового полка.